# Æthikes
Æthikes, helensko pleme iz sjeverne i sjeverozapadne Tesalije, u planinama Pinda i Karvounia, kod rijeke Peneios, današnja Grčka. Ovo pleme prvi spominje Homer. Za njih se kaže da su im susjedi bila plemena Athamanes i Tymphaioi, a ostala helenska plemena držali su ih za barbare i lopove. Gradska središta su im bila Metsovo (Μέτσοβο) i Malakasio. Nestali su u 2 stoljeću prije nove ere.

## Vanjske poveznice
- Hellenic Tribes  Arhivirana inačica izvorne stranice od 3. prosinca 2007. (Wayback Machine)
- Origin of Iliad